# خوانما باخو اویوآ
خوانما باخو اویوآ (اسپانیایی: Juanma Bajo Ulloa‎؛ زادهٔ ۱ ژانویهٔ ۱۹۶۷) کارگردان فیلم اهل اسپانیا است.
از فیلم‌ها یا مجموعه‌های تلویزیونی که وی در آن‌ها نقش داشته‌است، می‌توان به کیسه هوا و بال‌های پروانه اشاره نمود. فیلم بال‌های پروانه در سال ۱۹۹۱ برندهٔ صدف طلایی جشنواره بین‌المللی فیلم سن سباستین شد.